# Py Motors
Py Motors Comércio e Indústria Ltda. war ein brasilianischer Hersteller von Automobilen.

## Unternehmensgeschichte
Das Unternehmen hatte seinen Sitz in Nova Iguaçu. 1986 begann mit der Übernahme eines Projekts von Polystil die Produktion von Automobilen. Der Markenname lautete Equus. Es ist nicht bekannt, wann die Produktion endete. Insgesamt entstanden nur wenige Fahrzeuge.
Es bestand keine Verbindung zu Industrial Veículos Vendetta Equus aus Fortaleza, die ab 1990 den gleichen Markennamen verwendeten.

## Fahrzeuge
Das einzige Modell war ein Cabriolet. Ein Rohrrahmen bildete die Basis. Die Karosserie bestand aus glasfaserverstärktem Kunststoff. Zur Wahl standen zwei verschiedene Motoren von Chevrolet mit 2500 cm³ Hubraum und 4100 cm³ Hubraum. Auch ein Hardtop war lieferbar.